# Darko Planinić
Darko Planinić (Mostar, 22 novembre 1990) è un cestista croato.

## Carriera
Con la Croazia ha disputato i Giochi olimpici di Rio de Janeiro 2016 e i Campionati europei del 2017.

## Palmarès
- Campionato montenegrino: 1

Budućnost: 2014-15
- Coppa di Bosnia ed Erzegovina: 2

Široki: 2011, 2012
- Coppa di Israele: 1

Maccabi Tel Aviv: 2012-13
- Coppa del Montenegro: 1

Budućnost: 2015
- Coppa di Romania: 1

U Cluj: 2020
- Lega Adriatica: 1

Cibona Zagabria: 2013-14
- Supercoppa spagnola: 1

Gran Canaria: 2016